# Комерсонов делфин
Комерсонов делфин (лат. Cephalorhynchus commersonii) је врста сисара из породице океанских делфина (Delphinidae) и парвореда китова зубана (Odontoceti). 

## Угроженост
Подаци о распрострањености ове врсте су недовољни.

## Распрострањење
Ареал комерсановог делфина покрива средњи број држава. 
Присутна је у следећим државама: Антарктик, Аргентина, Јужноафричка Република (повремено), Чиле и Уругвај.

## Станиште
Станишта комерсановог делфина су морски екосистеми, арктичка подручја и речни екосистеми. 